# Te Anau Caves
Die Te Anau Caves, unter Touristen als „Te Anau Glowworm Caves“ bekannt und von Māori „Te Ana-au“ genannt, bestehen aus dem 250 m langen unteren Teil des Aurora Cave Karsthöhlensystems, das sich im Southland District der Region Southland auf der Südinsel von Neuseeland befindet.

## Entdeckung
Bereits die Māori hatten Kenntnis von der Höhle und nannten sie „Te Ana-au“, was übersetzt soviel bedeutet wie „Höhle mit strudelndem Wasser“. Nach ihr wurde auch der Lake Te Anau benannt, der in der Sprache der Māori „Te Ana-au“ heißt. Die Höhle blieb über viele Jahrzehnte eine Legende, bis in den 1940er Jahren der im Tourismus arbeitende Lawson Burrows die Suche nach der Höhle aufnahm. Im April 1947 fand Burrows schließlich, wonach er suchte, ließ die Höhle für Touristen begehbar machen, doch eine Flut im Jahre 1948 zerstörte zunächst sein Vorhaben. Burrows gab nicht auf und machte den unteren Teil des Höhlensystems für Touristen zugänglich.

## Geographie
Die Te Anau Caves befinden sich rund 13 km nördlich der Kleinstadt Te Anau an der östlichen Flanke der Murchison Mountains und sind vom Westufer des Lake Te Anau zugänglich. Rund 3,5 km westlich befindet sich der Lake Orbell, dessen Wasser den Tunnel Burn speist und durch das Höhlensystem der Aurora Cave fließt.

## Höhlensystem
Das gesamte im 30–35 Millionen Jahre alten Kalkstein befindliche Höhlensystem, das vor rund 230 Tausend Jahren entstanden ist, erstreckt sich über eine Länge rund 8 km (andere Quellen geben 6,7 km an), wovon aber nur der untere Teil der Öffentlichkeit per Führung zugänglich ist. Die Höhlen erlebten sieben Eiszeitperioden, in denen die Höhlenzugänge von Gletschern bedeckt und mit Gletscherwasser gefüllt waren. Sedimente aus diesen Perioden sind an verschiedenen Stellen der Höhle nachweisbar.
Der Bereich, in denen die Glowworms besichtigt werden können, gehört mit rund 12.000 Jahren Alter zu dem jüngeren Teil der Höhlen und wird häufiger überflutet. Stalaktiten und Stalagmiten sind wegen des geringen Alters der Höhle und der hohen Durchströmungsgeschwindigkeit des Wassers deshalb kaum vorhanden. Aufgrund des leicht sauren Wassers wird der Kalkstein angegriffen und gelöst, wodurch sich die Höhlen ständig erweitern.

## Fauna
Neben den in Neuseeland unter dem Namen Glowworm bekannten Arachnocampa luminosa, die der Familie der Langhornmücken zugeordnet werden können, sind in dem Höhlensystem auch die Cave Weta, die den Māori unter dem Namen Tokoriro bekannt sind, zu finden. Auch eine spezielle Art von Weberknechten, die in Neuseeland Harvestman genannt werden, sind in den Höhlen beheimatet. In den Gewässern des unteren Teils des Höhlensystems ist der Long-finned Eel, ein Aal zu finden, der bis zu 1,5 Meter lang und bis 25 Kilogramm schwer werden kann. Das Lebensalter der Spezies, die den Māori als Tuna bekannt ist, kann über 100 Jahre hinausgehen.
Im Umfeld der Höhlen leben die vom Aussterben bedrohte Südinseltakahe. Auch Vögel wie der Tui, die Maori-Fruchttaube (Kereru), der Neuseelandfächerschwanz (Piwakawaka), der Maori-Glockenhonigfresser (Makomako), der Neuseeland-Kuckuckskauz (Ruru) und die Maorigerygone (Riroriro) sind in den Wäldern zu finden.

## Tourismus
Die Te Anau Caves werden von dem Unternehmen Real Journeys unter dem Namen „Te Anau Glowworm Caves“ vermarktet und Touristen zugänglich gemacht. Die Anfahrt erfolgt von Te Anau per Boot aus, das am Ufer nahe den Höhlen einen Anlegesteg vorfindet. Nach wenigen hundert Metern erreichen die Besucher den Eingang zu den Höhlen. Vom Eingang aus erreichen die Besucher über einen Fußweg zunächst den Teil der Höhlen, der Cathedral genannt wird. Dann folgen der Wasserfall, der Whirlpool und der Damm, wo der Fußweg endet und der obere aufgestaute Teil per an einem Seil geführten Kahn bis zur Glowworm-Grotte befahren werden kann. Der anschließende Höhlenteil kann nur nach Durchtauchen eines Siphons erreicht werden und ist für Touristen nicht zugänglich.
Stand Juli 2006 wurden die Te Anau Caves von rund 55.000 Touristen pro Jahr besucht.